# Campagna di Saratoga
La campagna di Saratoga fu combattuta tra giugno e ottobre 1777 durante la Guerra d'indipendenza americana ed ebbe un'importanza decisiva per l'esito del conflitto. La campagna ebbe origine dal tentativo da parte dell'alto comando britannico di separare le colonie della Nuova Inghilterra dagli altri territori ribelli attraverso una complessa offensiva combinata dal Canada e dalla regione occupata di New York.
Il generale John Burgoyne guidò quindi un corpo di spedizione di truppe britanniche e mercenari tedeschi dal Canada verso sud lungo la valle del fiume Hudson, ma, a causa di difficoltà organizzative ed errori tattici, l'avanzata si trasformò in un disastro, anche per il mancato concorso da New York delle truppe del generale William Howe. Attaccato ripetutamente dalle forze regolari americane dell'Esercito continentale e dagli agguerriti miliziani della Nuova Inghilterra, guidati dai generali Horatio Gates e Benedict Arnold, il corpo di spedizione anglo-tedesco venne fermato e progressivamente accerchiato nel territorio della cittadina di Saratoga dopo una serie di drammatici e sanguinosi combattimenti; il generale Burgoyne fu costretto alla resa con le truppe superstiti il 17 ottobre 1777.
La campagna di Saratoga costituì un grande successo militare e propagandistico per le colonie americane e favorì la decisione della Francia di scendere in guerra contro la Gran Bretagna.

## La guerra d'America nel 1776
L'anno 1776 sembrava essersi concluso con importanti successi per le forze britanniche schierate in America per reprimere militarmente la ribellione delle Tredici colonie; il generale William Howe aveva costituito una solida posizione a New York, aveva inflitto ripetute sconfitte all'Esercito continentale del generale George Washington e aveva inseguito i resti delle forze nemiche nel New Jersey; Washington aveva ripiegato a sud del fiume Delaware. A nord, nel settore canadese, il generale Guy Carleton, dopo aver respinto la pericolosa invasione condotta dagli americani alla fine del 1775, aveva riguadagnato le posizioni perdute e aveva preso il controllo del lago Champlain.
Alla fine del mese di novembre 1776 il generale Howe inviò una lettera al governo di Londra in cui presentava i suoi piani operativi per il proseguimento della guerra; egli riteneva opportuno, dopo la ritirata di Washington fino al Delaware, trasferire il teatro principale al nord e sferrare una grande offensiva combinata contro la Nuova Inghilterra che costituiva il centro propulsore della ribellione. Mentre 14 000 soldati avrebbero presidiato New York e avrebbero controllato le truppe residue di Washington, dal Canada sarebbe disceso lungo la valle dell'Hudson un corpo di spedizione di 10 000 uomini e un altro contingente avrebbe marciato dal Rhode Island verso Boston. Howe riteneva necessario disporre di almeno 35 000 soldati e richiedeva importanti rinforzi, circa 15 000 uomini, prima di dare inizio alla nuova campagna.
Il 20 dicembre 1776 tuttavia il generale Howe scrisse e inviò un nuovo messaggio al ministro delle colonie Lord George Germain in cui comunicava le sue nuove decisioni operative che egli aveva preso dopo i successi ottenuti in New Jersey e l'apparente indebolimento della resistenza dei ribelli. Howe era molto più ottimista; la popolazione del New Jersey e della Pennsylvania sembrava accogliere con favore le truppe britanniche e l'esercito di Washington appariva in disgregazione; il generale in capo britannico riteneva possibile concludere la guerra con una nuova e decisiva offensiva al sud direttamente contro la capitale nemica Filadelfia.
In realtà negli ultimi giorni del 1776 divenne clamorosamente evidente che l'ottimismo di Howe era infondato e prematuro; il generale Washington sferrò infatti un sorprendente e abile contrattacco a nord del Delaware e sbaragliò gli avamposti di truppe tedesche schierati a Trenton; subito dopo gli americani ottennero nuovi successi costringendo i britannici a ripiegare abbandonando gran parte del New Jersey. Queste inattese sconfitte fecero sorgere dubbi tra i dirigenti britannici sull'effettiva crisi irreversibile della ribellione ma non fecero cambiare opinione al generale Howe che in apparenza rimase convinto che fosse possibile "finire prima dell'autunno"; egli tuttavia nella metà di gennaio 1777 scrisse a Germain una lettera meno fiduciosa e richiese ben 20 000 soldati di rinforzo per poter battere Washington e conquistare Filadelfia.
In Gran Bretagna molti iniziavano a pensare che pacificare la Nuova Inghilterra sarebbe stato ormai molto difficile e che dunque sarebbe stato più saggio evitare che i patrioti americani guadagnassero consensi anche nelle altre colonie del sud.
Il generale Washington riteneva che i britannici avrebbero ripreso l'offensiva nel 1777; egli considerava possibile un attacco da New York lungo il corso del fiume Hudson fino ad Albany o un colpo diretto del generale Howe contro il suo esercito in direzione di Filadelfia; il comandante in capo americano invece riteneva poco probabile un'operazione combinata da New York e dal Canada per conquistare l'intera valle dell'Hudson e isolare la Nuova Inghilterra. Washington apparentemente considerava un'offensiva così ambiziosa praticamente inattuabile e inoltre aveva piena fiducia nella solidità difensiva del Fort Ticonderoga che sbarrava a nord l'accesso alla valle dell'Hudson.
In realtà il generale Washington non era bene informato sull'efficienza della posizione fortificata di Fort Ticonderoga e si faceva pericolose illusioni; il comandante del settore settentrionale, il generale Philip Schuyler, e il suo sostituto, il generale Horatio Gates, invece erano a conoscenza delle deficienze della cosiddetta "Gibilterra della Wilderness" e della debolezza della sua guarnigione. I due generali riteneva che il Fort Ticonderoga non fosse in grado di fermare una grande offensiva britannica dal Canada e avevano richiesto almeno 12 000 per sbarrare solidamente la valle del fiume Mohawk e l'accesso attraverso il Lago Champlain, ma Washington rifiutò di inviare rinforzi; mentre egli rimaneva scettico sulla minaccia nemica dal territorio canadese e temeva maggiormente un attacco da sud a partenza da New York, Schuyler e Gates erano invece convinti che i britannici avrebbero tentato un'offensiva da nord.
Il generale John Burgoyne alla ricerca di un comando di un esercito in America del Nord, approfittando delle difficoltà sin lì incontrate dalle forze britanniche, presentò a Lord Germain un piano che – anche grazie all'insoddisfazione del governo britannico per l'andamento del conflitto – venne approvato.
Burgoyne ottenne dunque il controllo di due armate: una (comandata da Burgoyne e composta da circa 10 000 uomini) partendo dal Canada avrebbe dovuto dirigersi verso Albany attraverso il lago Champlain. L'altra (circa 2 000 soldati sotto il comando del colonnello Barry St. Leger) avrebbe dovuto effettuare una manovra diversiva attraversando la valle del fiume Mohawk. Le due unità avrebbero dovuto incontrarsi ad Albany e unirsi a quelle di Howe.

## Gli interessi internazionali
A partire dalla guerra dei sette anni, la Francia aveva deciso che l'indipendenza delle colonie britanniche del Nord America avrebbe portato grandi vantaggi per sé mettendo in difficoltà il governo britannico. Per questo motivo, a partire da quel momento, Parigi rinunciò a recuperare parti della Nuova Francia.
Allo scoppio della guerra di indipendenza americana, il ministro degli Esteri francese Charles Gravier, elaborò una serie di piani per dare segretamente sostegno ai ribelli. Gravier non intendeva impegnarsi in un conflitto prima di avere la certezza che i patrioti americani avessero la forza e l'abilità di ottenere da soli successi militari.

## La campagna
(Affermazione di George Washington dopo aver appreso dell'avanzata britannica lungo la valle del fiume Hudson e prima di partire con il suo esercito verso Filadelfia)
L'esercito di Burgoyne (tra cui figuravano anche truppe dei principati tedeschi di Assia-Hanau e Brunswick) arrivò in Quebec Nel maggio 1777 dopo aver attraversato il fiume Richelieu ed il lago Champlain.
Circa un mese dopo, al comando di circa 8 000 soldati, Burgoyne mosse verso sud marciando fino a Saratoga. Dopo una serie di schermaglie con le truppe patriottiche americane le forze britanniche venne duramente sconfitte dal generale Horatio Gates nella battaglia di Saratoga e furono costrette ad arrendersi.
I vari tentativi fatti dai britannici di fornire supporto a Burgoyne fallirono. Le truppe del colonnello Barry St. Leger, dopo aver attraversato il Mohawk, persero il sostegno delle tribù irochesi e – durante l'assedio di Fort Stanwix – furono costrette a ritirarsi.
Un'altra spedizione che avrebbe dovuto aiutare Burgoyne arrivando da sud non si materializzò mai dopo che il generale britannico William Howe decise (forse a seguito di una mancata comunicazione sugli obiettivi strategici del conflitto) di inviare le proprie forze contro Filadelfia.
Il successo nella campagna di Saratoga fu una fondamentale iniezione di fiducia per i patrioti americani e convinse la Francia ad entrare in guerra al fianco degli Stati Uniti allargando il teatro del conflitto e fornendo truppe, finanziamenti e supporto navale.

## Conseguenze
Il 4 dicembre 1777 Benjamin Franklin, che si trovava a Versailles, ricevette la notizia della caduta di Filadelfia e della resa di Burgoyne.
Due giorni dopo re Luigi XVI di Francia diede il proprio assenso per negoziare un'alleanza tra i francesi e gli americani. L'accordo venne firmato il 6 febbraio 1778 e un mese dopo la Francia dichiarò guerra alla Gran Bretagna.
Nel frattempo a Londra la resa di Burgoyne aveva sollevato grandi preoccupazioni e il governo di Lord North elaborò una proposta di pace che non prevedeva l'indipendenza delle tredici colonie. Quando questa proposta venne presentata al Congresso americano, venne respinta.